# Battaglia di Angora
La battaglia di Angora (o di Ancyra o di Ankara) fu combattuta il 28 luglio 1402, a nord della città omonima (attuale Ankara), tra i turchi ottomani guidati dal sultano Bayezid I (1389-1402) e i timuridi guidati da Tamerlano (1369-1405). I timuridi vinsero nettamente la battaglia durante la quale Bayezid I fu catturato.

## Antefatto
Tamerlano, il cui vero nome era Timur, detto "lo Zoppo" (Timur i-lang), veniva dalla Transoxiana, terra di cui era diventato signore; fu il più grande sovrano dell'Asia centrale dopo Gengis Khan (1206-1227). Attraverso molte guerre egli tentò di ricostruire l'Impero mongolo di Gengis Khan. Negli anni '80 del XIV secolo sconfisse in Russia i Mongoli dell'Orda d'Oro, conquistò la Persia, l'Azerbaigian e la Georgia e costrinse l'Impero di Trebisonda al vassallaggio. Tamerlano rivendicò a sé i territori orientali dell'Anatolia, quindi obbligò i locali emirati turchi a promettergli fedeltà, minacciando l'invasione dei loro territori. Nel 1398 iniziò l'invasione dell'India.
Il sultano ottomano Bayezid I attuò in Anatolia una politica aggressiva, nell'intento di schiacciare i principati turchi che potevano costituire una minaccia per il potere ottomano. Così, negli anni 1390-1391, Bayezid conquistò l'Anatolia occidentale: ne seguì un breve periodo di pace che si interruppe negli anni 1394-1395. La guerra fu interrotta perché gli europei occidentali avevano organizzato una crociata. Bayezid tornò quindi nei Balcani per combattere questa minaccia e sconfisse i crociati a Nicopoli nel 1396. Nel 1397 Bayezid tornò in Anatolia dove sconfisse i principati rimasti, riunendo quasi tutta l'Anatolia sotto il dominio ottomano. Ciò però mise in cattiva luce Bayezid, perché questi aveva attaccato altri Paesi musulmani, contravvenendo così alle tradizioni, essendo egli un ghazi, ossia un sovrano che doveva fare guerra agli infedeli.
L'Impero ottomano era diventato così grande che ora confinava con i territori di Tamerlano. I signori turchi, che avevano perso il potere in Anatolia, andarono da Tamerlano a chiedergli protezione.

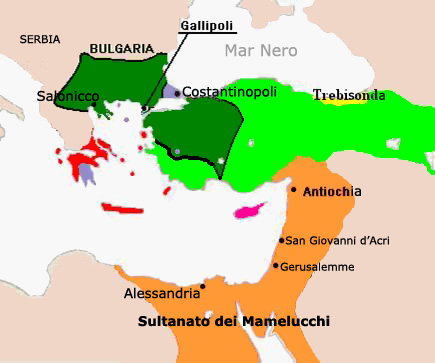
La situazione dei Balcani e dell'Anatolia, prima dell'invasione di Tamerlano (1389).

Gli occidentali erano molto preoccupati dall'avanzata ottomana nei Balcani, che stava erodendo l'Impero bizantino e poteva minacciare tutti gli stati affacciati sul Mediterraneo. Essi iniziarono a pensare che i loro interessi potessero coincidere con quelli di Tamerlano, contrapponendosi congiuntamente all'avanzata ottomana. Gli europei vedevano in lui molte analogie con i mongoli di un secolo e mezzo prima, anche se egli era ormai islamico, ed una nuova pax mongolica avrebbe aiutato molto le vicende dei mercanti occidentali. Il coimperatore Giovanni VII Paleologo (1390; 1399-1403) si accordò allora col podestà genovese di Galata per inviare ambasciatori dall'emiro. L'Impero bizantino era ridotto ad avere solamente Costantinopoli, la Morea e poche isole; Costantinopoli era sotto il blocco ottomano dal 1394. Non facendo arrivare rifornimenti nella capitale, infatti Bayezid contava di prendere la città per la fame, perché le mura Teodosiane erano troppo forti per essere distrutte. I bizantini proposero a Tamerlano di versare a lui dei tributi, in cambio di un'alleanza per annientare per sempre gli ottomani. Tamerlano accettò la proposta dell'Impero bizantino, sperando anche che tramite la Repubblica di Venezia e la Repubblica di Genova avrebbe potuto ottenere quella flotta che non possedeva, per invadere i territori ottomani nei Balcani.
Tamerlano iniziò allora ad applicare i patti presi con l'Impero bizantino e col pretesto di difendere i signori musulmani dell'Anatolia, iniziò l'invasione dell'Anatolia orientale, penetrando dall'Armenia uccidendo immediatamente chiunque fosse ottomano. Quando l'avanzata timuride iniziò, i genovesi sventolarono l'insegna mongola dalle mura di Galata in sostegno di Tamerlano. Nel mese di agosto del 1400, Tamerlano saccheggiò la città di Sebaste (odierna Sivas), poi scese in Siria e saccheggiò e bruciò Aleppo e Damasco. Nella primavera del 1402 avanzò nell'Anatolia centrale, mandando su tutte le furie Bayezid, che radunò il suo esercito e si diresse verso le forze di Tamerlano, stanziate nei pressi di Angora. Prima della battaglia di Angora, tra Bayezid e Tamerlano ci fu per diversi anni uno scambio di lettere piene di insulti.

## Forze

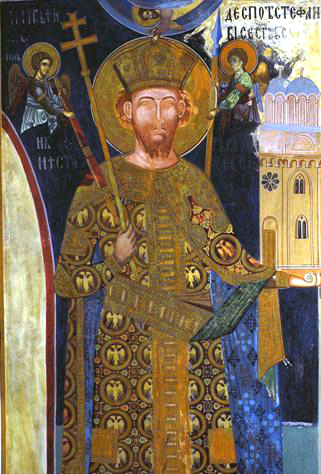
Affresco rappresentante Stefano Lazaro nel monastero di Manasija

Le armate schierate in battaglia vedevano la minoranza degli ottomani. Anche se alcuni testimoni oculari riportano più di un milione di truppe per l'orda di Tamerlano, il numero reale è probabilmente intorno ai 140 000 uomini. In più nel suo esercito, Tamerlano aveva anche alcuni elefanti da guerra, presi dall'India, a differenza dell'esercito ottomano, costituito da 65 000 ottomani e 20 000 cavalieri serbi, guidati dal despota Stefano Lazaro (1389-1427), che era vassallo dell'Impero ottomano. Bayezid portò con sé cinque dei suoi sei figli, Mehmet I (1413-1421), Solimano, Musa, Isa e Mustafà.
Numerosi ambasciatori occidentali inviati presso Tamerlano riferirono della battaglia, riportandone valutazioni sbalorditive sulle forze schierate dai mongoli. Secondo Giustiniani (Venezia) Tamerlano mise in capo 800 000 uomini; per il greco Franzes erano 820 000; il giudeo Rabbi Joseph ne stimò un milione; per il cavaliere tedesco Schiltberger (che fu testimone diretto della battaglia) le forze di Tamerlano raggiungevano un milione e quattrocento mila uomini. Agli storici moderni queste cifre sembrano esagerate, probabilmente in ragione del fatto che ciascun cavaliere dell'armata di Tamerlano era tenuto ad avere con sé da uno a cinque cavalli, dando perciò l'impressione di un'armata molto più consistente. Dai biografi di Tamerlano risulta che la più grande armata dai lui mai messa in campo, in occasione della progettata spedizione contro la Cina, raggiungeva i 20 tumen (l'unità tattica degli eserciti mongoli costituita da 10 000 cavalieri).
Secondo gli storici militari moderni, che sono portati a ridurre di molto le stime dei cronisti medioevali, la cavalleria di Tamerlano aveva comunque non meno di 140 000 uomini che parteciparono ai combattimenti. Essi erano per la maggior parte turco-mongoli della Transoxania (chagatay-karauna, impropriamente chiamati "tartari" dagli occidentali) con forti contingenti mongoli, corasmi (persiani), turcomanni, oltre a un grande numero di elefanti da guerra indiani. Gli ottomani erano meno numerosi, probabilmente non raggiungevano i 90 000 uomini fra turchi, serbi e mercenari turcomanni, tutti però (salvo i turcomanni, che per lo più combattevano in ordine sparso) molto bene addestrati dalle precedenti battaglie in Europa e in Asia.

## La battaglia
Il 23 luglio Bayezid fece erigere il campo militare nel nord di Angora in mezzo alla campagna, dove passava un fiume, in modo da avere rifornimento idrico per le sue truppe. Tamerlano era invece accampato con le sue truppe in un luogo arido e secco; la sua fortuna fu la stoltezza di Bayezid, che il giorno seguente con il suo esercito, andò a caccia di cervi. Tamerlano quindi fece smontare il suo accampamento e lo fece rimontare sulle rive del fiume e ordinò di deviare il fiume verso la città di Cubuk, lasciando così l'accampamento ottomano senza acqua. Il 27 luglio gli Ottomani tornarono dalla caccia e, non avendo più acqua, 5 000 soldati morirono; Bayezid allora ordinò di prepararsi alla battaglia, perché il giorno seguente avrebbero attaccato. Tamerlano capì le intenzioni del sultano e quindi preparò il suo esercito alla battaglia ordinando che alla mattina tutti fossero in sella pronti a combattere, disse che Bayezid doveva essere preso vivo.
Tamerlano si alzò all'alba e decise i comandanti della battaglia: l'ala destra dello schieramento sarebbe stata comandata dal suo figlio quartogenito Shah Rukh, l'ala sinistra sarebbe stata comandata da suo nipote Pir Muhammad, mentre il centro dello schieramento lo guidava lui in prima persona, nonostante i sessantasei anni. Davanti ai suoi uomini pronti a combattere, Tamerlano disse:
(Tamerlano)

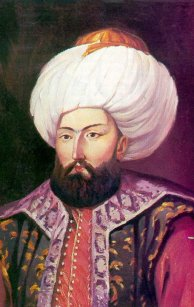
Il figlio di Bayezid I, Mehmet I futuro sultano ottomano

Anche Bayezid aveva preparato in mattinata il suo esercito; voleva che i segnali di battaglia facessero suoni orribili e che i soldati urlassero, in modo da intimorire il nemico. La battaglia ebbe inizio con un attacco in forze degli Ottomani che combattevano con ardore: essi furono contrastati da sciami di frecce, scoccate dagli arcieri a cavallo timuridi. Il grave errore commesso da Bayezid fu quello di schierare la cavalleria tartara in prima fila, la maggior parte di loro passò con Tamerlano, ciò fu imitato anche dagli spahi e dai soldati anatolici. Bayezid, che si trovava al centro dello schieramento, si trovò circondato da tutti i disertori, perché le due ali dello schieramento ottomano erano andate distrutte. Ciò che salvò l'esercito ottomano dal massacro fu la carica della cavalleria pesante del despota Stefano, che riuscì a rompere l'accerchiamento. Le perdite furono alte da ambo le parti; il despota riuscì ad avvicinarsi a Bayezid e a proporgli di fuggire con lui, ma quest'ultimo non accettò. Stefano allora prese con sé il figlio primogenito del sultano e con i suoi cavalieri ruppe nuovamente l'accerchiamento dei Timuridi, riuscendo a fuggire alla volta della Serbia. Anche Mehmet e Isa fuggirono.
L'esercito ottomano sia per sete sia per stanchezza fu pesantemente sconfitto, Musa fu catturato e Mustafà fu dato per disperso, mentre Bayezid riuscì a fuggire tra le montagne del luogo, con qualche centinaio di cavalieri. Ma non riuscì a fuggire per molto visto che Tamerlano aveva circondato le montagne con un gran numero di arcieri a cavallo, ben presto i soldati rimasti con Bayezid dovettero scontrarsi con i Timuridi, si arresero e Bayezid fu riconosciuto dai Timuridi che gli dissero:
(Soldati timuridi)
Bayezid fu fatto smontare dal suo cavallo, perché quest'ultimo era un arabo di razza troppo bello e fu fatto montare su un comune cavallo dei Timuridi. Tamerlano quando seppe che Bayezid era stato catturato iniziò a giocare a scacchi con suo figlio, per dare l'impressione che non gli importasse molto della cattura del sultano, anche se non era così. Quando i suoi soldati arrivarono col prigioniero, urlarono:
(Soldati timuridi)
Tamerlano non badò ai suoi soldati e non degnò di uno sguardo il sultano e continuò a giocare a scacchi, ma i suoi soldati urlarono ancor di più, finché accadde che l'emiro si deconcentrò e il figlio gli dette scacco matto: per questo motivo da quel momento sarebbe stato chiamato Shah Rukh, ossia "scacco matto" in persiano. Allora Tamerlano si alzò e disse a Bayezid:
(Tamerlano)
Bayezid gli rispose:
(Bayezid I)
Tamerlano nonostante la collera disse al sultano:
(Tamerlano)
Allora Bayezid fu scortato fino al suo padiglione, che era protetto da un vallo e sotto stretta sorveglianza.

## Il saccheggio dell'Asia Minore

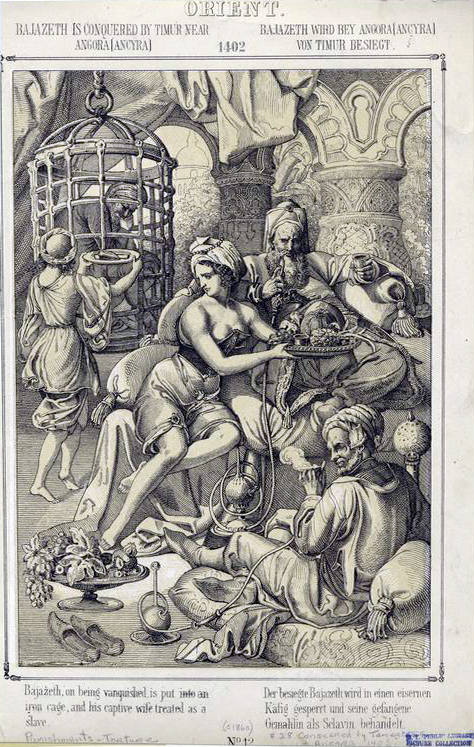
Bayezid I imprigionato dentro la gabbia, mentre Tamerlano mangia servito dalla moglie semi nuda del sultano ottomano.

Tamerlano fece saccheggiare ai suoi soldati la città di Angora; nel frattempo Mehmet tentò di liberare il padre, facendo scavare ai suoi uomini migliori un tunnel che arrivasse fino al padiglione del padre. Ma le guardie timuridi scoprirono la galleria di Mehmet e subito scattò l'allarme in tutto il campo, così Mehmet e i suoi uomini fuggirono. Tamerlano si adirò con Bayezid e ordinò che fosse incatenato e sorvegliato anche all'interno del padiglione.
Il 5 agosto Tamerlano divise il suo esercito in molte parti, per depredare tutta l'Asia Minore, prese Kütahya poi si diresse verso la capitale dell'impero ottomano, Bursa che fu bruciata e saccheggiata. Qui prese con sé anche l'harem di Bayezid, poi saccheggiò Nicea e Nicomedia. Tamerlano faceva torturare le genti del luogo finché non dicevano dove erano i tesori e per questo commise anche enormi massacri. In settembre le popolazioni europee iniziarono a temere che Tamerlano non volesse distruggere solo l'impero ottomano ma anche loro. Per questo motivo le navi genovesi e veneziane, traghettarono i resti dell'armata ottomana al sicuro in Tracia.
I timori dei cristiani occidentali furono confermati quando a dicembre Tamerlano assediò Smirne città dei cavalieri di San Giovanni, riuscì a conquistare la città dal mare, senza usare delle navi, ma ordinando ai suoi soldati di creare un ponte di sassi per passare con i soldati. Gli Ospitalieri fuggirono con le navi a Rodi, lasciando i civili nelle mani dei Timuridi, che, senza risparmiare né donne né bambini, decapitarono 1 200 persone, e Tamerlano ordinò di usare le teste per costruire una torre fatta di mattoni e teste.
Le cronache turche si lamentarono del fatto che i Timuridi, pur essendo musulmani devastarono l'Asia Minore come barbari.
Fortunatamente per la dinastia ottomana, nel 1403 Tamerlano tornò con il suo esercito a Samarcanda, perché voleva conquistare la Cina; l'emiro prima di partire ridiede ai signori locali i loro territori, ma l'Impero ottomano era comunque ridotto alla quasi estinzione in Asia Minore.

## Leggende e morte di Bayezid

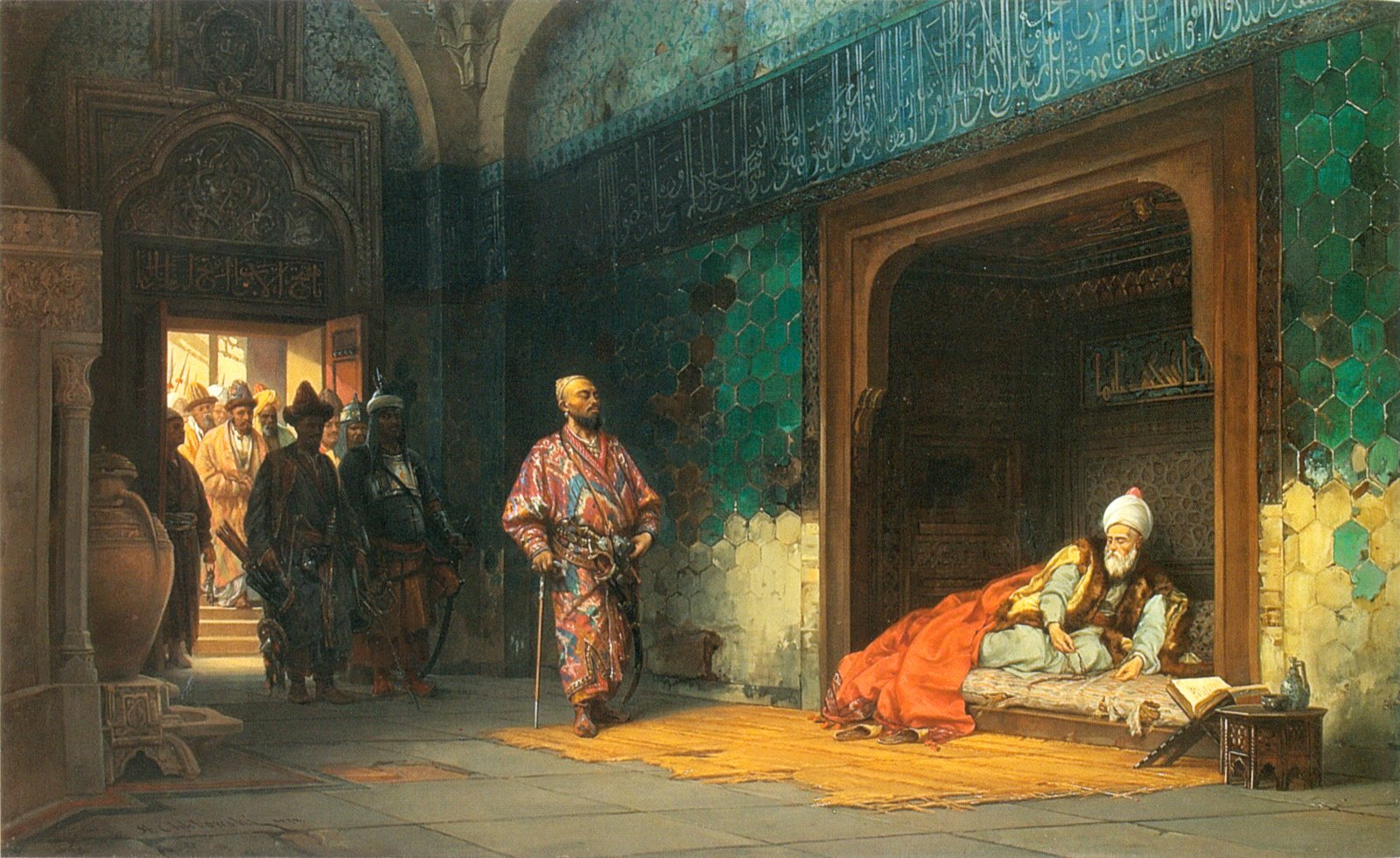
Stanisław Chlebowski, Bayezid prigioniero di Tamerlano, 1878, olio su tela, Leopoli, Galleria d'Arte.

Le cronache occidentali, considerate leggende, ci narrano della prigionia di Bayezid, dicendo che questi fu imprigionato in una gabbia per esporlo come un trofeo in tutta l'Anatolia; per umiliarlo ancor di più, Tamerlano usava la gabbia per salire sopra il suo cavallo e sedersi quando era stanco. Prese poi tutto l'harem di Bayezid e obbligò la sua prima moglie a servire da mangiare nuda alla sua corte. Sulla sua morte, alcuni dicono che si sia avvelenato, altri dicono che si sia volontariamente rotto la testa sulle sbarre della sua gabbia.
Tuttavia, queste voci sono ritenute false: i cronisti timuridi narrano che Bayezid fu trattato bene e che Tamerlano aveva pensato di ristabilire Bayezid sul trono dell'Impero ottomano, notizia verosimile se si guarda all'atteggiamento da lui tenuto nei confronti di altri capi sconfitti. Bayezid morì per apoplessia nel marzo 1403 e lo storico bizantino Ducas ci narra che Bayezid morente chiese a Tamerlano:
(Bayezid I)

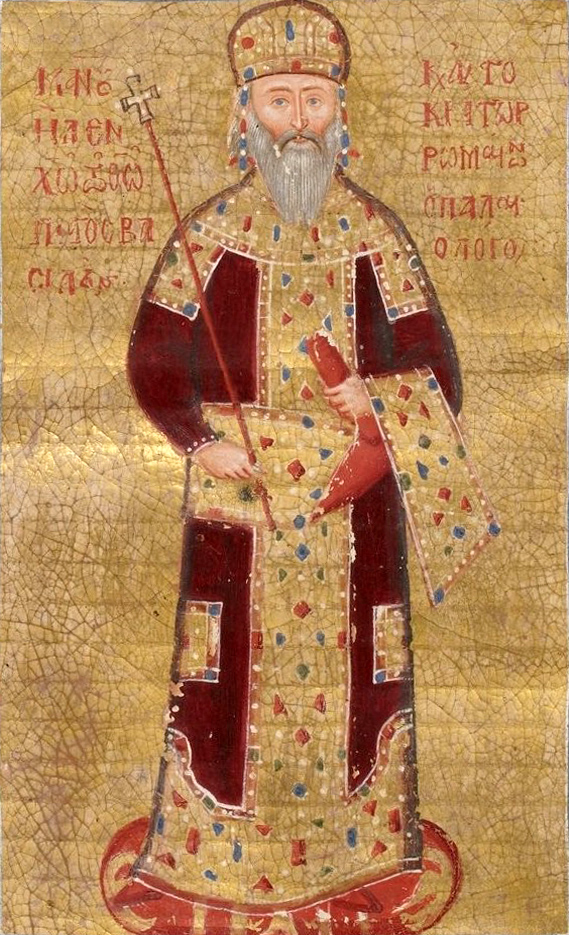
L'imperatore bizantino Manuele II Paleologo, egli seppe trarre grandi vantaggi dalla battaglia di Angora, immischiandosi nella politica di successione dell'impero ottomano

Tamerlano acconsentì e quando Bayezid morì si dice che pianse, ordinò a cento servi ottomani di prendere il corpo del sultano e di seppellirlo a Bursa insieme ai suoi antenati.

## Conseguenze
Sul campo della battaglia furono contati 40 000 morti (secondo altre fonti più di 100 000), una cifra che sembra confermare come le forze schierate fossero meno di quelle sovrastimate dalle fonti medievali. La battaglia di Angora ebbe un effetto temporaneo di ribaltamento nella politica balcanica, dove fino ad allora gli Ottomani avevano il predominio sulle popolazioni locali. A causa della vittoria ad Angora di Tamerlano il blocco di Costantinopoli, iniziato nel 1394, fu sospeso, visto che gli Ottomani erano impegnati nella guerra civile.
Oltre ad aver perso molto potere l'Impero ottomano entrò in un periodo di crisi, chiamato dagli storici "periodo d'interregno ottomano" (1402-1413), periodo in cui i figli di Bayezid iniziarono a contendersi il trono, causando così lunghe guerre fratricide. Di questo temporaneo indebolimento degli ottomani approfittò l'Impero bizantino, che con l'astuzia diplomatica del suo imperatore, Manuele II Paleologo (1391-1425), sostenne prima Solimano e poi Mehmet, egli riuscì a recuperare alcuni territori dell'Impero bizantino e a mantenere per vent'anni la pace con l'Impero ottomano. Solo nel 1413 l'Impero ottomano ritrovò la pace, perché Mehmet era riuscito a sconfiggere tutti gli altri fratelli e a diventare l'unico sultano e, visto che Manuele l'aveva appoggiato, egli mantenne ottimi rapporti con l'Impero bizantino. Mehmet riuscì a riconquistare i territori anatolici e a ridare forza all'Impero ottomano: questo fatto comportò l'incrinamento dei rapporti tra bizantini e ottomani e nel giro di un anno le ostilità ricominciarono (Mehmet morì nel 1421). La ripresa delle ostilità porterà alla caduta di Costantinopoli (e quindi dell'Impero romano d'Oriente), avvenuta il 29 maggio 1453. La battaglia di Ankara (assieme a quella di Canne vinta dal cartaginese Annibale sui Romani) è fra i casi strategici studiati ancora oggi nelle accademie militari.